# ینگی‌یر (ولایت بادکند)
ینگی‌یر (به لاتین: Dzhany-Dzher) یک منطقهٔ مسکونی در قرقیزستان است که در شهرستان بادکند واقع شده‌است. ینگی‌یر ۲٬۲۱۰ نفر جمعیت دارد و ۹۷۰ متر بالاتر از سطح دریا واقع شده‌است.